# Reserva Biológica Bom Jesus
A Reserva Biológica Bom Jesus é uma reserva biológica brasileira localizada no estado do Paraná. Localizada em meio aos maiores trechos de Mata Atlântica do Brasil, protege importantes trechos desse bioma.